# La Font d'En Carròs
La Font d'En Carròs (em valenciano e oficialmente) ou Fuente Encarroz (em castelhano) é um município da Espanha na província de Valência, Comunidade Valenciana. Tem 9,9 km² de área e em 2021 tinha 3 793 habitantes (densidade: 383,1 hab./km²).

## Demografia
| Variação demográfica do município entre 1991 e 2004 | Variação demográfica do município entre 1991 e 2004 | Variação demográfica do município entre 1991 e 2004 | Variação demográfica do município entre 1991 e 2004 |
| --------------------------------------------------- | --------------------------------------------------- | --------------------------------------------------- | --------------------------------------------------- |
| 1991                                                | 1996                                                | 2001                                                | 2004                                                |
| 3265                                                | 3211                                                | 3190                                                | 3421                                                |